# Liste des sondes spatiales qui ont atterri sur un corps extraterrestre
Voici une liste d'atterrissages et d'impacts à la surface de corps du système solaire par des sondes spatiales, intentionnels ou non.

## Lune
| Mission              | Pays/agence      | Date              | Notes |
| -------------------- | ---------------- | ----------------- | --- |
| Luna 2               | Union soviétique | 13 septembre 1959 | Premier impact lunaire. |
| Ranger 4             | NASA             | 26 avril 1962     | Impact intentionnel ; impact à la face cachée à la suite d'une défaillance du système de navigation.                                                           |
| Ranger 6             | NASA             | 2 février 1964    | Impact intentionnel. |
| Ranger 7             | NASA             | 31 juillet 1964   | Impact intentionnel. |
| Ranger 8             | NASA             | 20 février 1965   | Impact intentionnel. |
| Ranger 9             | NASA             | 24 mars 1965      | Impact intentionnel. |
| Luna 5               | Union soviétique | 12 mai 1965       | Atterrissage infructueux ; collision. |
| Luna 7               | Union soviétique | 7 octobre 1965    | Atterrissage infructueux ; collision. |
| Luna 8               | Union soviétique | 6 décembre 1965   | Atterrissage infructueux ; collision. |
| Luna 9               | Union soviétique | 3 février 1966    | Premier atterrissage réussi. |
| Surveyor 1           | NASA             | 2 juin 1966       | Atterrissage. |
| Surveyor 2           | NASA             | 23 septembre 1966 | Collision. |
| Lunar Orbiter 1      | NASA             | 29 octobre 1966   | Orbiteur lunaire ; impact intentionnel à la fin de la mission.                                                                                                 |
| Luna 13              | Union soviétique | 24 décembre 1966  | Atterrissage. |
| Surveyor 3           | NASA             | 20 avril 1967     | Atterrissage. |
| Surveyor 4           | NASA             | 17 juillet 1967   | Contact perdu lors de la descente. |
| Surveyor 5           | NASA             | 11 septembre 1967 | Atterrissage. |
| Surveyor 6           | NASA             | 10 novembre 1967  | Atterrissage. |
| Surveyor 7           | NASA             | 10 janvier 1968   | Atterrissage. |
| Apollo 11            | NASA             | 20 juillet 1969   | Première mission habitée. |
| Luna 15              | Union soviétique | 21 juillet 1969   | Collision ; tentative probable de retour d'échantillons. |
| Apollo 12            | NASA             | 18 novembre 1969  | Mission habitée. |
| Luna 16              | Union soviétique | 20 septembre 1970 | Retour robotisé d'échantillon lunaire. |
| Luna 17 / Lunokhod 1 | Union soviétique | 17 novembre 1970  | Rover lunaire robotisé. |
| Apollo 14            | NASA             | 5 février 1971    | Mission habitée. |
| Apollo 15            | NASA             | 30 juillet 1971   | Mission habitée ; rover lunaire. |
| Luna 18              | Union soviétique | 11 septembre 1971 | Échec d'un retour d'échantillon ; collision probable. |
| Luna 20              | Union soviétique | 21 février 1972   | Retour robotisé d'échantillon. |
| Apollo 16            | NASA             | 21 avril 1972     | Mission habitée ; rover lunaire. |
| Apollo 17            | NASA             | 7 décembre 1972   | Mission habitée ; rover lunaire. |
| Luna 21 / Lunokhod 2 | Union soviétique | 8 janvier 1973    | Rover lunaire robotisé. |
| Luna 23              | Union soviétique | 6 novembre 1974   | Échec d'un retour d'échantillon ; endommagé à l'atterrissage.                                                                                                  |
| Luna 24              | Union soviétique | 18 août 1976      | Retour robotisé d'échantillon. |
| Hiten                | ISAS             | 10 avril 1993     | Orbiteur lunaire ; impact intentionnel à la fin de la mission.                                                                                                 |
| Lunar Prospector     | NASA             | 31 juillet 1999   | Orbiteur lunaire ; impact intentionnel à la fin de la mission dans un cratère polaire afin de tester une libération éventuelle de vapeur d'eau (non détectée). |
| SMART-1              | ESA              | septembre 2006    | Orbiteur lunaire ; impact intentionnel à la fin de la mission.                                                                                                 |
| Chandrayaan-1        | ISRO             | 14 novembre 2008  | Orbiteur lunaire ; largage d'un impacteur. |
| Chang'e 1            | CNSA             | 1er mars 2009     | Orbiteur lunaire ; impact intentionnel à la fin de la mission.                                                                                                 |
| Kaguya               | JAXA             | 10 juin 2009      | Orbiteur lunaire ; impact intentionnel à la fin de la mission.                                                                                                 |
| LCROSS (Centaur)     | NASA             | 9 octobre 2009    | Impacteur ; présence d'eau détectée. |
| Chang'e 3            | CNSA             | 14 décembre 2013  | Atterrissage ; rover lunaire Yutu. |
| Chang'e 4            | CNSA             | 3 janvier 2019    | Atterrissage ; rover lunaire Yutu 2. |
| Beresheet            | SpaceIL          | 11 avril 2019     | Crash à l'atterrissage (échec) |
| Chandrayaan-2        | ISRO             | 6 septembre 2019  | Perte de contrôle de l'atterrisseur puis crash (échec) |
| Chang'e 5            | CNSA             | 1er décembre 2020 | Atterrissage, récolte de 1,781 kg de sol lunaire ramené sur Terre.                                                                                             |
| Chandrayaan-3        | ISRO             | 23 août 2023      | Atterrissage; rover lunaire Pragyan. |

## Vénus
| Mission       | Pays/agence      | Date             | Notes |
| ------------- | ---------------- | ---------------- | --- |
| Venera 3      | Union soviétique | 1er mars 1966    | Premier impact sur une autre planète ; contact perdu avant l'entrée dans l'atmosphère.                           |
| Venera 4      | Union soviétique | 18 octobre 1967  | Écrasée par la pression atmosphérique avant l'impact.                                                            |
| Venera 5      | Union soviétique | 16 mai 1969      | Sonde atmosphérique ; écrasée par la pression atmosphérique avant l'impact.                                      |
| Venera 6      | Union soviétique | 17 mai 1969      | Sonde atmosphérique ; écrasée par la pression atmosphérique avant l'impact.                                      |
| Venera 7      | Union soviétique | 15 décembre 1970 | Premier atterrissage réussi sur une autre planète ; transmission depuis la surface pendant 23 minutes.           |
| Venera 8      | Union soviétique | 22 juillet 1972  | Atterrissage ; transmission depuis la surface pendant 50 minutes.                                                |
| Venera 9      | Union soviétique | 22 octobre 1975  | Atterrissage ; transmission depuis la surface pendant 53 minutes. Première images (noir et blanc) de la surface. |
| Venera 10     | Union soviétique | 25 octobre 1975  | Atterrissage ; transmission depuis la surface pendant 65 minutes.                                                |
| Pioneer Venus | États-Unis       | 9 décembre 1978  | L'une des quatre sondes atmosphériques survécut à l'impact et continua à transmettre pendant 67 minutes.         |
| Venera 12     | Union soviétique | 21 décembre 1978 | Atterrissage ; transmission depuis la surface pendant 110 minutes.                                               |
| Venera 11     | Union soviétique | 25 décembre 1978 | Atterrissage ; transmission depuis la surface durant 95 minutes.                                                 |
| Venera 13     | Union soviétique | 1er mars 1982    | Atterrissage : transmission depuis la surface durant 127 minutes. Premières images couleur de la surface.        |
| Venera 14     | Union soviétique | 5 mars 1982      | Atterrissage ; transmission depuis la surface durant 57 minutes.                                                 |
| Vega 1        | Union soviétique | 11 juin 1985     | Atterrissage ; les instruments ne transmirent aucune donnée.                                                     |
| Vega 2        | Union soviétique | 15 juin 1985     | Atterrissage. |

## Mars
| Mission                 | Pays/agence      | Date             | Notes                                                    |
| ----------------------- | ---------------- | ---------------- | -------------------------------------------------------- |
| Mars 2                  | Union soviétique | 27 novembre 1971 | Aucun contact après impact.                              |
| Mars 3                  | Union soviétique | 2 décembre 1971  | Émis un signal pendant 20 secondes après l'atterrissage. |
| Mars 6                  | Union soviétique | 12 mars 1974     | Contact perdu après l'atterrissage.                      |
| Viking 1                | États-Unis       | 20 juillet 1976  | Atterrissage.                                            |
| Viking 2                | États-Unis       | 3 septembre 1976 | Atterrissage.                                            |
| Mars Pathfinder         | États-Unis       | 4 juillet 1997   | Rover martien.                                           |
| Mars Polar Lander       | États-Unis       | 3 décembre 1999  | Contact perdu avant l'atterrissage.                      |
| Beagle 2                | ESA              | 25 décembre 2003 | Contact perdu avant l'atterrissage.                      |
| MER-A Spirit            | États-Unis       | 3 janvier 2004   | Rover martien.                                           |
| MER-B Opportunity       | États-Unis       | 25 janvier 2004  | Rover martien.                                           |
| Phoenix                 | États-Unis       | 25 mai 2008      | Atterrissage vers le pôle nord martien.                  |
| Mars Science Laboratory | États-Unis       | 6 août 2012      | Rover martien (Curiosity).                               |
| Schiaparelli            | ESA              | 19 octobre 2016  | Contact perdu avant l'atterrissage.                      |
| Insight                 | États-Unis       | 27 novembre 2018 | Atterrissage.                                            |
| Mars 2020               | États-Unis       | 18 février 2021  | Rover martien (Perseverance) et hélicoptère (Ingenuity). |
| Tianwen-1               | Chine            | 15 mai 2021      | Rover martien (Zhurong).                                 |

## Autres objets
| Objet                          | Type                            | Mission        | Pays/agence                  | Date              | Notes |
| ------------------------------ | ------------------------------- | -------------- | ---------------------------- | ----------------- | --- |
| (433) Éros                     | Astéroïde de type Armor         | NEAR Shoemaker | États-Unis                   | 12 février 2001   | Conçu comme orbiteur, mais un atterrissage improvisé fut effectué à la fin de la mission principale. Continua à transmettre depuis la surface pendant environ 16 jours.                                                                                       |
| Jupiter                        | Planète géante gazeuse          | Galileo        | États-Unis                   | 21 septembre 2003 | Sonde atmosphérique. Le module principal fut par la suite dirigé vers Jupiter afin d'être désintégré dans l'atmosphère. Ceci ne constitue pas un « atterrissage » à proprement parler, mais est inclus ici comme impact intentionnel sur un objet planétaire. |
| Titan, satellite de Saturne    | Satellite glacé avec atmosphère | Huygens        | ESA France États-Unis Italie | 14 janvier 2005   | Atterrissage, puis informations collectées pendant quelques heures, le « bonus » de la mission. |
| 9P/Tempel                      | Comète périodique               | Deep Impact    | États-Unis                   | 4 juillet 2005    | Impacteur SMART. |
| (25143) Itokawa                | Astéroïde Apollon               | Hayabusa       | Japon                        | 10 novembre 2005  | Retour d'échantillon en 2010. |
| 67P/Tchourioumov-Guérassimenko | Comète périodique               | Rosetta        | ESA                          | 12 novembre 2014  | Philae, atterrisseur de 100 kilogrammes, se sépare de la sonde Rosetta et se pose sur la comète pour analyser in situ la composition de son sol et sa structure. Dégazage de la comète.                                                                       |
| Mercure                        | Planète tellurique              | MESSENGER      | États-Unis                   | 30 avril 2015     | Orbiteur ; impact intentionnel à la fin de la mission. |
| Saturne                        | Planète géante gazeuse          | Cassini        | États-Unis                   | 15 septembre 2017 | Orbiteur ; désintégration intentionnelle dans l'atmosphère à la fin de la mission. |
| (162173) Ryugu                 | Astéroïde géocroiseur de type C | Minerva -II1   | Japon                        | 22 septembre 2018 | 2 rovers largués depuis la sonde Hayabusa 2 ; atterrissage. |
| (162173) Ryugu                 | Astéroïde géocroiseur de type C | MASCOT         | France Allemagne             | 3 octobre 2018    | Largué depuis la sonde Hayabusa 2 ; atterrissage. |

Note : la sonde Phobos 2 tenta un atterrissage infructueux sur Phobos en 1989.